# Ктесилла
Ктесилла (др.-греч. Κτήσυλλα) — персонаж древнегреческого мифа, близкого к легенде. 
Дочь кеосца Алкидаманта из рода Иулидов. В неё влюбился афинянин Гермохар и подбросил ей в храме Артемиды яблоко с надписью. Её отец согласился на брак, но потом забыл. Все же она отплыла в Афины и вышла замуж за Гермохара. Во время родов она умерла, и с ложа вспорхнула голубка. Гермохар основал святилище в Иулиде, посвященное Ктесилле, её называют Афродитой, а остальные кеосцы — Гекаэргой-Дальновержицей (то есть Артемидой). Упоминание письменности указывает на позднюю датировку рассказа. См. также Аконтий (похожий мотив).